# Ekrem Öztürk
Ekrem Öztürk (Kayseri, 11 febbraio 1997) è un lottatore turco, specializzato nella lotta greco-romana.

## Biografia
È allenato da Ali Oğuz Gürsel. 
Ha vinto la sua prima medaglia in un importante torneo internazionale seniores agli europei di Kaspijsk 2018, dove si è aggiudicato il bronzo. Lo stesso anno ai mondiali di Budapest 2018 ha vinto la medaglia di bronzo iridato, battendo l'armeno Norayr Hakhoyan nella sfida per il gradino più basso del podio. Era stato estromesso dal tabellone principale dal kirghiso Zholaman Sharshenbekov, dopo aver superato lo statunitense Sam Hazewinkel agli ottavi e l'uzbeko Ilkhom Bakhromov ai quarti.
Agli europei di Varsavia 2021, si è aggiudicato il bronzo, dopo essere rimasto sconfitto contro il russo Ėmin Seferšaev in finale. Ai mondiali di Oslo 2021 è stato estromesso dal tabellone principale dal ventenne giapponese Ken Matsui ai quarti, dopo aver battuto l'indiano Sandeep agli ottavi. Ai ripescaggi ha superato il norvegese Snorre Lund ed ha perso la finale per il terzo posto contro l'azero Eldəniz Əzizli.

## Palmarès
| Anno | Manifestazione        | Sede      | Evento | Risultato | Note |
| ---- | --------------------- | --------- | ------ | --------- | ---- |
| 2013 | Europei cadetti       | Bar       | 50 kg  | Bronzo    |      |
| 2013 | Mondiali cadetti      | Zrenjanin | 50 kg  | 24º       |      |
| 2014 | Europei cadetti       | Samokov   | 54 kg  | Argento   |      |
| 2014 | Mondiali cadetti      | Snina     | 54 kg  | Bronzo    |      |
| 2014 | Mondiali junior       | Zagabria  | 55 kg  | 13º       |      |
| 2016 | Europei junior        | Bucarest  | 55 kg  | 7º        |      |
| 2016 | Mondiali junior       | Mâcon     | 55 kg  | 15º       |      |
| 2018 | Europei               | Kaspijsk  | 55 kg  | Bronzo    |      |
| 2018 | Europei U23           | Istanbul  | 55 kg  | Argento   |      |
| 2018 | Mondiali universitari | Goiana    | 55 kg  | Oro       |      |
| 2018 | Mondiali              | Budapest  | 55 kg  | Bronzo    |      |
| 2019 | Europei U23           | Novi Sad  | 55 kg  | 11º       |      |
| 2019 | Mondiali U23          | Budapest  | 55 kg  | Bronzo    |      |
| 2021 | Europei               | Varsavia  | 55 kg  | Argento   |      |
| 2021 | Mondiali              | Oslo      | 55 kg  | 5º        |      |